# Парк нефтехимиков
Парк культуры и отдыха нефтехимиков (ранее — МУП «Парк культуры и отдыха нефтехимиков»; до 1980 — парк культуры и отдыха «Победа») — парк в Черниковке, на улице Калинина в Орджоникидзевском районе города Уфы. Ныне в составе МУП «Уфапарк».

## Описание

Капсула времени в парке

К парку примыкают, через улицу 40 лет Октября, скверы Ильича и Победы, и аллея Героев Чернобыля.
У главного входа расположен Дворец культуры химиков. Возле парка расположен один из трёх крупных городских стадионов — «Строитель», а также Центр шорт-трека имени Семёна Елистратова. Ранее в парке находился летний кинотеатр, в котором ныне действует спортивная школа олимпийского резерва № 26.
В парке регулярно проводятся городские праздники, например, праздник «День цветов», «Широкая масленица», акция «Память» в преддверии Дня Победы.

## История
Парк заложен в честь Победы в Великой Отечественной войне в 1947 как городской сад «Победа» Черниковска, согласно плану города, рядом с одноимённым кинотеатром.
Строился в 1947–1949 общими усилиями горожан, в том числе школьниками, комсомольцами и трудящимися. На тот момент, его площадь составляла 22 га.

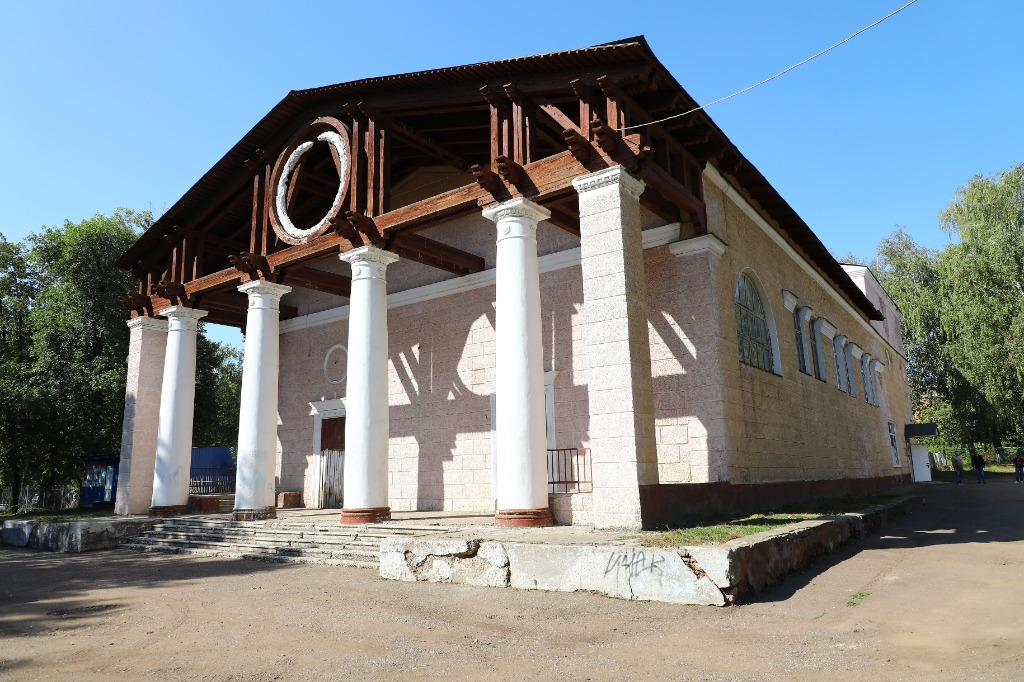
Здание летнего кинотеатра

С 1955 — городской парк культуры и отдыха «Победа». В 1956 в парке построен летний кинотеатр. В парке в 1950–1960-е действовала парашютная вышка, на которой проходили тренировки и показательные прыжки парашютистов, которая снесена в 1970.
С 1980, после переименования парка «Нефтяник» в парк Победы, переименован в парк культуры и отдыха нефтехимиков.
В 1990-е парк пришёл в запустение и не имел должного ухода.
В парке в мае 2011 заложена капсула времени с посланием сотрудниками госавтоинспекции МВД Республики Башкортостан своим коллегам в 2036.

#### Реконструкция
Реконструкцию проводит ООО «СК «Реалист» из Тюмени: стоимость первого этапа — 397 млн рублей, второго — 306 млн. После первого этапа реконструкции, парк открылся 12 июня 2023. Второй этап планируется завершить к концу 2024.